# Le cose della vita (album)
Le cose della vita è il secondo album di Antonello Venditti pubblicato nel 1973 dall'etichetta discografica RCA Italiana.

## Descrizione
Tutti i brani del disco sono eseguiti dal solo Venditti, che li canta accompagnandosi al pianoforte o al sintetizzatore d'archi Eminent. Tali arrangiamenti scarni, accreditati all'autore, nascono come reazione a quelli curati da Vince Tempera per il precedente album, L'orso bruno, che Venditti giudicò in certi punti troppo pomposi. Proprio per rimarcare la diversità dal disco precedente il cantautore decise di reincidere una canzone di quell'album, E li ponti so' soli, con il solo Eminent.
Tra le sette canzoni nuove da citare in particolare, oltre alla title track, Le tue mani su di me, delicata canzone d'amore incisa anche da Patty Pravo, Il treno delle sette (in cui sono messe a confronto una madre e una figlia che vivono due condizioni diverse, la prima è operaia e vive "il cammino del dolore", il lavoro, la fabbrica, il salario, la figlia invece vuole studiare ed evolversi), Brucia Roma (in cui ritorna il dialetto romanesco) e Mio padre ha un buco in gola, invettiva-sfogo sulla sua famiglia. Anche in questo album, come nel precedente, l'ispirazione sembra ancora rivolta verso l'Elton John degli inizi. La canzone Il treno delle sette fu riproposta dal cantautore dal vivo nell'album Bologna 2 settembre 1974 (dal vivo) (inciso insieme a Lucio Dalla, Francesco De Gregori e Maria Monti), in cui la introduce spiegando il testo della canzone, e, insieme a Le tue mani su di me, nel disco live del 1985 Centocittà.
La versione originale dell'album ha una copertina apribile in sei parti che diventa un poster, dove da un lato vi è un disegno di un ramo con delle foglie stilizzate, dall'altro c'è il testo della canzone Le tue mani su di me e le informazioni relative al disco.

## Tracce
Testi e musiche di Antonello Venditti.
Lato A
1. Mio padre ha un buco in gola – 4:03
2. Mariù – 2:38
3. Brucia Roma – 5:29
4. Le cose della vita – 2:50

Lato B
1. E li ponti so' soli – 2:46
2. Il treno delle sette – 3:24
3. Stupida signora – 3:58
4. Le tue mani su di me – 3:45

## Crediti
- Antonello Venditti – voce, pianoforte, sintetizzatore d'archi Eminent
- Giorgio Loviscek – tecnico del suono
- Arpad Kertesz – foto di copertina